# Anomala rotundicollis
Anomala rotundicollis är en skalbaggsart som beskrevs av Heller 1898. Anomala rotundicollis ingår i släktet Anomala och familjen Rutelidae. Inga underarter finns listade i Catalogue of Life.